# كليمنت غوسلين
كليمنت غوسلين (بالفرنسية: Clément Gosselin)‏ هو جاسوس فرنسي، ولد في 12 يونيو 1747 في فرنسا الجديدة، وتوفي في 9 مارس 1816 في Beekmantown, New York ‏ في الولايات المتحدة.